# غاريز مود
غاريز مود (بالإنجليزية: Garry's Mod)‏ هي لعبة فيديو من تطوير شركة فيس بنش ستوديوز ونشر شركة فالف. صدرت اللعبة في 29 نوفمبر 2006.